# مارلين بوردن
مارلين بوردن (بالإنجليزية: Marilyn Borden)‏ هي مغنية وممثلة أمريكية، ولدت في 29 مايو 1932 في هارتفورد في الولايات المتحدة، وتوفيت في 25 مارس 2009 في موديستو في الولايات المتحدة.

## وصلات خارجية
- مارلين بوردن على موقع IMDb (الإنجليزية)
- مارلين بوردن على موقع قاعدة بيانات الفيلم (الإنجليزية)
- مارلين بوردن على موقع كينوبويسك (الروسية)
- مارلين بوردن على موقع كينوبويسك (الروسية)